# Трабекуле
Трабекула (од латинске речи trabeculae - мала греда) је мали, често микроскопски, елемент ткива у облику мале гредице, подупирача или шипке који подржава или учвршћује оквир делова унутар тела или органа. Трабекула генерално има механичку функцију и обично се састоји од густог колагеног ткива (као што је нпр. трабекула слезине). Може се састојати и од других материјала као што су мишићи и кост. 

## Врсте

### Трабекуле у срцу
У срцу срчани мишићи формирају  три врсте трабекула:
- Трабекуле карнее [1] су карактеристични неправилни, ендокардијално обложени, мишићни гребени и узвишења која се налазе на унутрашњим површинама зидова обе срчане коморе. Они су финији, деликатнији и обилнији у левој срчаној комори у поређењу са десном срчаном комором. Ове мишићне пројекције варирају по величини и облику и или су повезане са зидовима комора целом дужином, формирајући гребене, или су повезане на оба краја, стварајући мостове. Свака комора има велике трабекуле у облику конуса познате као папиларни мишићи који су на једном крају усидрени за површину коморе. Супротни крај је повезан са танким структурама налик тетивама које се називају тендинозне хорде, које се протежу да се причврсте за слободне ивице квржице трикуспидалног и митралног вентила у десној и левој комори, респективно. Оне спречавају инверзију залистака у преткомору током вентрикуларне контракције. Десна комора такође садржи специјализовани трабекулум познат као септомаргинална трабекула, или модераторска трака, која премошћује доњи део интервентрикуларног септума са основом предњег папиларног мишића. Он транспортује део проводног система срца, тачније десну грану снопа атриовентрикуларног снопа, до предњег зида десне коморе.

- Септомаргинални трабекул, позната као модераторска трака[2]   (која је тако названа јер због својих додатака може помоћи у спречавању превелике дистензије комора)  је трака срчаног мишића која се налази у десној срчаној комори.[3][4][5] Протеже се од основе предњег папиларног мишића трикуспидалног залиска до вентрикуларног септума.[2] Септомаргинална трабекула носи десну грану атриовентрикуларног снопа. Он се контрахује током систоле комора, са циљем да координира контракцију предњег папиларног мишића и, помаже у координисаној контракцији срчане коморе.

- Додатак леве преткоморе који има цевасту трабекуларну структуру.[6]

### Коштане трабекуле
Све кости имају спољашњи слој који се зове кортекс који је гладак, компактан, непрекидан и различите дебљине. У својој унутрашњости, коштано ткиво је распоређено у мрежу укрштаних плоча и спикула званих трабекуле, које варирају у количини у различитим костима и затварају просторе испуњене крвним судовима и сржи.  У зрелој кости, трабекуле су распоређене у правилном обрасцу који обезбеђује непрекидне јединице коштаног ткива поравнате паралелно са линијама велике силе притиска или затезања. Трабекуле на тај начин обезбеђују комплексну серију укрштених унутрашњих подупирача распоређених тако да обезбеде максималну крутост са минималним материјалом.
Кости као што су пршљенови, подложни првенствено силама притиска или затезања, обично имају танке кортесе и обезбеђују неопходну структурну крутост кроз трабекуле, док кости попут бутне кости, подложне израженим силама савијања, смицања или торзионих сила, обично имају дебеле кортесе, цевасту конфигурацију и непрекидну шупљину која пролази кроз њихов центар.

### Трабекуле у просторима испуњеним течношћу
Када прелазе просторе испуњене течношћу, трабекуле могу понудити функцију пружање отпора напетости (као у пенису, на пример трабекуле кавернозних тела и трабекуле спонгиозног тела пениса) или обезбеђивање ћелијског филтера (као у трабекуларној мрежи ока).